# Algeria ai Giochi della XXIII Olimpiade
L'Algeria partecipò ai Giochi della XXIII Olimpiade, svoltisi a Los Angeles, Stati Uniti, dal 28 luglio al 12 agosto 1984, con una delegazione di 33 atleti impegnati in quattro discipline.

## Medaglie
| Medaglia | Atleta          | Sport    | Evento               |
| -------- | --------------- | -------- | -------------------- |
| Bronzo   | Mustapha Moussa | Pugilato | Pesi massimi leggeri |
| Bronzo   | Mohamed Zaoui   | Pugilato | Pesi medi            |